# Richard Linke
Richard Linke (* 3. April 1909 in Queißen, Kreis Steinau ; † 31. Dezember 1995 in Siegburg) war ein deutscher Kapitän zur See der Bundesmarine.

## Leben
Richard Linke trat im April 1929 in die Reichsmarine als Offizieranwärter ein. Am 1. Januar 1931 zum Fähnrich des Marineingenieurwesens befördert, war er im gleichen Jahr an der Marineschule Flensburg-Mürwik.
Später kam er zur Luftwaffe und wurde als Hauptmann (Beförderung am 1. Oktober 1937) am 1. November 1939 von der Flugzeugführerschule (See) Pütnitz zur 3. Staffel der Küstenfliegergruppe 806 (Ütersen) kommandiert. Ab 1. Januar 1940 war er hier Kapitän der 3. Staffel und blieb dies bis zum 1. März 1941, bevor er Kommandeur der I. Gruppe des Kampfgeschwaders 54 (KG 54) wurde. Er blieb in dieser Kommandierung bis 19. August 1941.
Linke war an über 240 Kampfeinsätzen beteiligt, bei denen mindestens 30 Panzer zerstört und ein britisches U-Boot versenkt wurden. Als Zeichen der Anerkennung erhielt er am 17. September 1941 das Ritterkreuz des Eisernen Kreuzes.
Vom 20. August 1941 bis 1. September 1942 war er Kommandeur der Küstenfliegergruppe 806. Anschließend wurde die Küstenfliegergruppe 806 zur III./KG 54. Als Major (Beförderung am 1. Januar 1942) war er kurz im September 1942 Kommandeur der III. Gruppe des Kampfgeschwaders 54. Zum 1. Oktober 1942 wurde er Kommandeur der wieder eingerichteten E-Stelle Travemünde und hatte gleichzeitig auch den Fliegerhorst unter seinem Kommando. In dieser Position erhielt Linke am 9. Dezember 1942 für die Führung der III./KG 54 das Deutsche Kreuz in Gold und wurde am 1. März 1944 Oberstleutnant. Im November 1944 wurde er durch Oberstleutnant Wolfgang Lenschow ersetzt. Ab Dezember 1944 war er bis Kriegsende Kommandeur der Fliegerhorstkommandantur A(o) 105/III (Luftgau III).
In der Bundesmarine war er als Fregattenkapitän von Juli 1956 bis Januar 1957 mit der Aufstellung des Kommandos der Marineflieger beauftragt. Im Februar 1958 begann er auf der Royal Naval Air Station (RNAS) Lossiemouth mit der dreimonatigen Ausbildung auf der Sea Hawk als einer der ersten Flugzeugführeroffizier der Bundesmarine. Auf der RNAS Lossiemouth wurde auch im Mai 1958 die 1. Mehrzweckstaffel in Dienst gestellt. Nach Abschluss der Aufstellung im Juli 1958, war Linke als Kapitän zur See ab August 1958 erster Kommandeur der 1. Mehrzweckstaffel, welche später das Marinefliegergeschwader 1 wurde, und blieb bis April 1959 in dieser Position.